# Луций Лаберий Максим
Лу́ций Лабе́рий Ма́ксим (лат. Lucius Laberius Maximus; умер после 84 года) — государственный и политический деятель Древнего Рима II-ой половины I века.

## Биография
Луций происходил из плебейского рода Лабериев, возвысившимся лишь в эпоху Империи; его предполагаемым отцом мог являться магистрат времён правления императора Клавдия, носивший то же имя и принадлежавший к всадническому сословию. О его гражданской карьере известно лишь, что около 83 года он исполнял обязанности префекта в Египте, после чего сразу возглавил императорскую преторианскую гвардию (84 год). Судя по всему, прежде, чем занять эти курульные должности, Луций в своё время был префектом анноны (лат. Praefectus annonae — магистратом, ответственным за своевременные поставки зерна в Рим), поскольку именно этот государственный пост предоставлял выходцам из всадников возможность достижения высших должностей в Империи.

## Потомки
В браке с неизвестной имел, по крайней мере, одного сына, ставшего консулом-суффектом в 89 году, а позднее управлявшего Мёзией. Когда к власти в Риме пришёл Адриан, сын Луция был изгнан из-за подозрений в заговоре. Через сына приходился дедом Лаберии Гостилии Криспине, супруге консула 139 года Гая Бруттия Презента, дочь которых была выдана замуж за Коммода.